# Boyzone
Boyzone est un boys band originaire d'Irlande créé en 1993 à Dublin, par le manager Louis Walsh. Le groupe fut très populaire en Europe et principalement au Royaume-Uni et en Irlande.

## Historique
La formation est composée de Ronan Keating, Stephen Gately (les voix principales), Keith Duffy, Shane Lynch et Michael Graham.
Leurs chansons sont très romantiques pour la plupart mais avec une influence pop. Leurs quatre albums sortis entre 1995 et 1999 ont été successivement no 1 outre-manche.  
En 1997, le groupe sort un single en duo avec le boys band français Alliage intitulé Te garder près de moi.
Le groupe a fait une pause en 2000, chacun souhaitant s'investir dans des projets personnels.
Ronan Keating a alors entamé une carrière solo réussie, avec quatre albums solo (Ronan, Destination, Turn It On et Bring You home) et une compilation (10 Years Of Hits). Keith Duffy participe à la première saison de l'émission Celebrity Big Brother en 2001. Quant à Stephen Gately, après avoir sorti un album en 2000 (New Beginning), il a choisi de se consacrer exclusivement aux comédies musicales.
Shane Lynch, passionné de voiture, s'est tourné vers la mécanique. Il participe notamment à plusieurs championnats de rallye au volant d'une Ford Ka.
Boyzone a ouvert la voie à un autre groupe irlandais populaire, Westlife, dont Ronan Keating a été co-manager pendant quelques années.

### Retour sur scène
Boyzone a annoncé officiellement son retour en novembre 2007, avec une tournée anglaise et un album compilation de leurs plus grands tubes (Back again ... No matter what). Il a été suivi par deux singles, Love you anyway et Better.
Stephen Gately meurt le 10 octobre 2009 à Majorque d'une maladie cardiaque causée par l'athéromatose, alors qu'il était en vacances avec son compagnon.
Après ce drame, le groupe rend hommage à leur ami disparu avec le single Gave It All Away (écrit par Mika), suivi du nouvel album Brother en mars 2010. Un second single issu de cet album intitulé Love is a hurricane sort par la suite.
Boyzone repart en tournée au Royaume-Uni début 2011, la première sans Stephen Gately.
Pour fêter les 20 ans du groupe en 2013, ils publient un nouvel album intitulé BZ20.
En 2014, le groupe sort un nouvel album constitué des plus grands classiques de la Motown, intitulé Dubin to Detroit.
En 2018, le groupe fête ses 25 ans d'existence et annonce sa séparation après la sortie d'un nouvel (et dernier) album intitulé Thank you & Goodnight et une tournée d'adieu.

## Discographie

### Albums studio
- 1995 : Said and Done #1 UK
- 1996 : A Different Beat #1 UK
- 1998 : Where We Belong #1 UK
- 2010 : Brother #1 UK
- 2013 : BZ20
- 2014 : Dublin to Detroit (Album de reprises)
- 2018 : Thank You & Goodnight

### Compilations
- 1999 : By Request #1 UK
- 2003 : Ballads - The Love Song Collection
- 2006 : Key to My Life: Collection
- 2008 : Back Again... No Matter What #4 UK
- 2008 : B-Sides and Rarities #34 UK

### Singles
- 1994 : Love Me for a Reason #2 UK
- 1995 : Key to My Life #3 UK
- 1995 : So Good #3 UK
- 1995 : Father and Son #2 UK
- 1996 : Coming Home Now #4 UK
- 1996 : Words #1 UK
- 1996 : A Different Beat #1 UK
- 1997 : Shooting Star ( Hercule , film d'animation de Disney )
- 1997 : Isn't It a Wonder #2 UK
- 1997 : Picture of You #2 UK
- 1997 : Baby Can I Hold You/Shooting Star #2 UK
- 1997 : Mystical Experience #4 US Hot Latin Tracks
- 1997 : Te garder près de moi (en duo avec Alliage)
- 1998 : All That I Need #1 UK
- 1998 : No Matter What #1 UK, #2 AUS, #12 US Adult Contemporary Chart
- 1998 : I Love the Way You Love Me #2 UK
- 1999 : When the Going Gets Tough #1 UK
- 1999 : You Needed Me #1 UK
- 1999 : Everyday I Love You #3 UK
- 2008 : Love You Anyway #5 UK
- 2008 : Better #22 UK
- 2010 : Gave it all away
- 2010 : Love is a hurricane
- 2013 : Love will save the day
- 2014 : Light up the night
- 2014 : Who we are
- 2014 : Reach out (I'll be there)
- 2018 : Because
- 2018 : Love